# Eugen Altenberg
Eugen Altenberg (* 22. Juni 1886 in Wald-Krausen; † 25. März 1965 in Solingen) war ein deutscher Landschafts- und Porträtmaler der Düsseldorfer Schule.

## Leben
Altenberg, Sohn eines Stahlwarenfabrikanten, besuchte nach der Höheren Schule in Wald im Alter von 14 Jahren Anfänger- und Zeichenklassen an der Kunstakademie Düsseldorf. Nach anderthalb Jahren konnte er sich dort immatrikulieren und sich in den sechs folgenden Jahren als Schüler von Willy Spatz, Claus Meyer und Peter Janssen dem Älteren zum Porträt- und Figurenmaler ausbilden. 1909 beauftragte ihn die Stadt Aachen mit einem Bildnis Wilhelms II. In den Jahren 1910/1911 leistete er Wehrdienst im Husaren-Regiment „König Humbert von Italien“ (1. Kurhessisches) Nr. 13 in Diedenhofen. Danach kehrte er nach Düsseldorf zurück, wo er sich niederließ und Mitglied des Künstlervereins Malkasten wurde. Als Assistent Meyers an der Düsseldorfer Akademie leitete er einen abendlichen Kurs für Aktmalerei. Im Ersten Weltkrieg kämpfte er als Offizier und wurde 1917 im Range eines Leutnants nach einer schweren Verwundung entlassen, ausgezeichnet mit dem Eisernen Kreuz I. Klasse.
1918 ließ er sich in seiner Heimatstadt Wald nieder. Er erhielt Porträtaufträge für Bildnisse von Bürgermeistern, Ehrenbürgern und anderen Persönlichkeiten, so auch den Auftrag, den Philosophen Friedrich Albert Lange posthum zu malen. 1929 ging Altenberg für ein Jahr nach Dalmatien. In dieser Zeit schuf er Gemälde der mediterranen Landschaft. Andere Landschaftsbilder entstanden im Sauerland, im Waldecker Land und im Schwarzwald. 1930 wurde er Dozent an der städtischen Malschule in Solingen. 1932 verlieh ihm die Kunstakademie Düsseldorf den Titel Professor.